# 托普西 (大象)
托普西（Topsy；约1875年 - 1903年1月4日）是一头雌性亚洲象，于1903年1月在紐約州康尼島遭電擊身亡。托普西于1875年左右出生于东南亚，此后不久就被秘密運至美国，并成為亚当·福尔波大象表演群的一員。1902年，由於托普西杀死了一名观众，它被卖给了康尼岛的海狮公园。